# Trương Anh Tuấn
Trương Anh Tuấn (sinh ngày 29 tháng 5 năm 1963) là một chính trị gia người Việt Nam. Ông hiện là đại biểu Quốc hội Việt Nam khóa XIV nhiệm kì 2016-2021, thuộc đoàn đại biểu Quốc hội tỉnh Nam Định, Phó Trưởng Đoàn chuyên trách Đoàn đại biểu Quốc hội tỉnh Nam Định, Ủy viên Ủy ban về các vấn đề xã hội của Quốc hội. Ông đã trúng cử đại biểu Quốc hội năm 2016 ở đơn vị bầu cử số 2, tỉnh Nam Định gồm có các huyện: Nam Trực, Nghĩa Hưng và Trực Ninh.

## Xuất thân
Trương Anh Tuấn quê quán ở xã Viên Nội, huyện Ứng Hoà, Thành phố Hà Nội.

## Giáo dục
- Giáo dục phổ thông: 10/10
- Cử nhân Luật
- Cử nhân lí luận chính trị

## Sự nghiệp
Ông gia nhập Đảng Cộng sản Việt Nam vào ngày 10/11/1986.
Ông từng là đại biểu hội đồng nhân dân tỉnh Nam Định nhiệm kỳ 2004-2011; nhiệm kỳ 2011-2016.
Khi ứng cử đại biểu Quốc hội Việt Nam khóa XIV vào tháng 5 năm 2016 ông đang là ủy viên Thường trực Hội đồng nhân dân tỉnh Nam Định, Bí thư Đảng ủy cơ quan, làm việc ở Văn phòng Đoàn đại biểu Quốc hội và Hội đồng nhân dân tỉnh Nam Định.
Ông đã trúng cử đại biểu Quốc hội năm 2016 ở đơn vị bầu cử số 2, tỉnh Nam Định gồm có các huyện: Nam Trực, Nghĩa Hưng và Trực Ninh, được 308.186 phiếu, đạt tỷ lệ 75,49% số phiếu hợp lệ.
Ông hiện là Tỉnh ủy viên, Phó Trưởng Đoàn chuyên trách Đoàn đại biểu Quốc hội tỉnh Nam Định, Ủy viên Ủy ban về các vấn đề xã hội của Quốc hội.
Ông đang làm việc ở Văn phòng Đoàn đại biểu Quốc hội và Hội đồng nhân dân tỉnh Nam Định.